# Aeroportul Wemindji
Aeroportul Wemindji (IATA: YNC, ICAO: CYNC) este un aeroport din Wemindji⁠(d), Eeyou Istchee⁠(d), Nord-du-Québec⁠(d), Provincia Québec, Canada ce deservește zona Chibougamau⁠(d).
Situat la o altitudine de 20 m, aeroportul dispune de o singură pistă. Este operat de Transport Canada⁠(d).